# Syzeuxis trinotaria
Syzeuxis trinotaria là một loài bướm đêm trong họ Geometridae.